# Margarita Ferreras
Maria Margarita Lorenzo Ferreras (Alcañices, 26 febbraio 1900 – Palencia, 19 novembre 1964) è stata una poetessa spagnola della Generazione del '27.

## Biografia
Margarita Ferreras nacque ad Alcañices il 26 febbraio 1900, figlia unica di Abelisa Lorenzo García, originaria di Canfranc, e Francisco Ferreras Toro, ispettore delle imposte nella provincia di Palencia e fratello di José Ferreras, avvocato, giornalista e politico, senatore del Partido Constitucional nell'ultimo decennio del XIX secolo.
Nel 1905, dopo la morte del padre, Margarita e la madre si trasferirono a Madrid, dove risiedeva il cugino Antonio Ferreras Posadillo, un noto architetto madrileno. Da studentessa frequentò la Residencia de Señoritas e il Lyceum Club Femenino, fra i più vivaci luoghi di promozione culturale e di incontro delle avanguardie artistiche e letterarie del tempo.
Nel 1918 lo scrittore e giornalista Álvaro Retana le dedicò il romanzo Ninfas y sátiros. Escenas pintorescas de Madrid de noche, soffermandosi con nostalgia mista a risentimento, in un prologo di circa sette pagine, sull'avvenuta fine di questo amore.
Dopo che la relazione fra i due finì, Ferreras molto probabilmente, tornata a Madrid, intraprese la carriera di attrice: oltre a trovarne menzione nel prologo di Retana, in cui lo scrittore lamenta il cambiamento avvenuto nella ex innamorata, dipinta come una vedette ansiosa di sfondare nel mondo del teatro madrileno, un'altra testimonianza riporterebbe come nel 1928, durante le sue frequentazioni del Teatro del Circulo de Bellas Artes El Caracol, Margarita avesse tentato, senza esito, di ottenere il ruolo della protagonista Belisa nell'opera di García Lorca Amor de Don Perlimplin con Belisa en su jardín, che venne invece assegnato a Magda Donato.
Nota negli ambienti letterari della capitale, partecipò a numerosi eventi; nel 1928 prese parte all'incontro dedicato al drammaturgo francese Henri-René Lenormand, organizzato presso il Lyceum Club Femenino, e a diverse letture di poesie. Nel 1930 fu presente al banchetto che i giovani scrittori offrirono ad Azorin in occasione della pubblicazione di Angelita.
Nei primi anni trenta il suo nome comparve in alcune pubblicazioni come partecipante a recite poetiche e come collaboratrice di alcune riviste.
Nel 1932 presenziò a quelle dedicate ai poeti ispano-americani, nel tributo reso al poeta uruguaiano Juan Zorrilla de San Martín all'Ateneo di Madrid, uno dei centri culturali più importanti dell'intellighenzia spagnola del tempo, di cui risultava socia. Partecipò a incontri, cene, tertulias insieme a Concha Méndez, Altolaguirre e Cernuda.
Le due poesie pubblicate nello stesso anno nella rivista Héroe, diretta da Méndez e Altolaguirre rappresentano l'ultima traccia certa della sua produzione.
Margarita tenne corrispondenza, tra gli altri, con Miguel de Unamuno, Francisco Ayala e María de Maeztu.
Nel 1934, dalla sua corrispondenza con Unamuno, si apprende che, a seguito di una diagnosi di psicosi esogena, venne internata per un periodo in un manicomio, contro la sua volontà.
Nelle sue memorie lo scrittore Manuel Altolaguirre, marito della poetessa Concha Méndez ed editore di Margarita, menziona quest'ultima come una sorta di femme fatale, attribuendole erroneamente il nome di Margarita Cañedo. Nel ricordare la relazione da questa intrattenuta con Fernando di Baviera, l'infante di re Alfonso XIII, che l'avrebbe riempita di denaro e gioielli, procurandole una dimora lussuosa, Altolaguirre ripercorre il suo ultimo incontro con Ferreras, avvenuto nel 1937 a Valencia durante il periodo della guerra civile. In questa occasione egli racconta di averla trovata in precarie condizioni di salute mentale, a causa del conflitto in corso, aggiungendo di aver appreso che in seguito, grazie alla «protezione delle sue passate relazioni», la poetessa avrebbe ottenuto un passaporto per uscire dalla Spagna. Secondo lo scrittore, le idee politiche di Margarita avevano seguito quelle dei suoi amanti, transitando da posizioni monarchiche a quelle repubblicane; essendo giovane e bella, si era garantita il facile appoggio di persone influenti.
Ferreras nel 1940 risulta dimorante in calle Atocha a Madrid, senza la madre, morta da poco. Per oltre vent'anni non si saprà più nulla di lei. L'ultima traccia accertata corrisponde ad un documento datato 1964, nel quale viene attestato che in quell'anno ottenne l'assistenza per malattia dall'Ente Provinciale di Zamora.
Morì il 19 novembre 1964 a Palencia, presso la residenza delle suore dell'ospedale, dove è sepolta.

### Pez en la tierra(1932)
Desesperadamente

mis raíces se alargan.

Eres agua y te busco.

Me revuelco como un pez en la tierra

cuando tú pasas»
Disperatamente

le mie radici si allungano. 

Sei acqua e io ti cerco. 

Mi dimeno come un pesce sulla terra

quando passi»
(Margarita Ferreras, Pez en la tierra (1932))
Pez en la tierra, il suo primo e unico libro di poesie, venne pubblicato nel 1932 nella tipografia di Concha Méndez e Manuel Altolaguirre, con una tiratura di 250 copie. Il titolo, a detta dell'autrice, si riferisce alle movenze del corpo femminile «che sente i sussulti di una grande passione» e si contorce, come un pesce fuori dall'acqua, cercando di raggiungere il suo elemento naturale.
Dedicato a Juan Ramón Jiménez e con un prologo di Benjamín Jarnés, il libro inizia con una citazione di San Giovanni della Croce ed è composto da 58 poesie suddivise in quattro sezioni: la prima non ha nome, la seconda si intitola Paisajes (Paesaggi) ed è dedicata a José Ortega y Gasset, la terza si chiama Romances e comprende due composizioni, sullo stile di Garcia Lorca, la quarta è denominata Sur.

## Temi e critica
Pez en la tierra ricevette un grande successo di critica e ottenne numerose recensioni positive in quotidiani e riviste come ABC, Ahora, La Libertad, Revista de las Españas, collocando Ferreras fra i poeti più famosi del momento. Con le altre scrittrici della generazione del 27, come Ernestina de Champourcin, Concha Méndez, Josefina de la Torre, Rosa Chacel, Lucía Sánchez Saornil, Ferreras condivise l'impegno di sperimentare e rinnovare il linguaggio poetico, esplorando nuove vie espressive.
Roberta Ann Quance ha evidenziato l'originalità della poetessa zamorana, sostenendo che la sua forma espressiva sarebbe rimasta ineguagliata ancora per molto tempo: «il linguaggio e i temi di Ferreras trasudano modernità, sia per le sue allusioni al piacere erotico [...] che per il tono rivendicativo che possono raggiungere».
La studiosa María Ángeles Chaparro Domínguez ne ha analizzato l'opera poetica utilizzando la metodologia di lettura di Gaston Bachelard, secondo il quale le immagini e le metafore poetiche possono essere classificate facendo ricorso ai quattro elementi naturali: terra, acqua, fuoco e aria. In Pez en la tierra, secondo Chaparro Domínguez, sarebbero riscontrabili tutti questi elementi: fortemente utilizzato è il fuoco come simbolismo erotico; attraverso l'acqua Ferreras rappresenterebbe l'uomo, la persona amata, anelata evocando la sete, mentre attraverso l'aria (espressa con immagini di ali, uccelli, nuvole, cieli, stelle o vento) esprimerebbe la libertà e il desiderio, l'eccitazione erotica; la terra, infine, soprattutto con le immagini degli alberi, dei fiori e dei frutti, costituirebbe una forma di identificazione del sé poetico.
Bachelard ritiene che «un poeta di genio invoca le metafore di tutti gli elementi» e quindi, conclude Chaparro Domínguez, «Margarita Ferreras è senza dubbio una poetessa di genio», in grado di usare i quattro elementi «per creare suggestive immagini poetiche che trasudano sensualità ed erotismo, che si tingono di angoscia per la perdita o l'assenza dell'essere amato, da cui dipende completamente».
Secondo Fran Garcerá, il curatore della sua raccolta poetica ripubblicata nel 2016, la poesia di Ferreras rappresenta «una voce unica nelle raccolte di poesie scritte dalle donne nell'età d'argento della letteratura spagnola», per la passione, il desiderio e l'erotismo che la connotano, non in linea con gli standard morali dell'epoca.
Nel 2010 è stata pubblicata un'antologia dedicata a venti autrici della Generazione del '27, curata da Pepa Merlo, il cui titolo Peces en la tierra rappresenta un omaggio al libro di Margarita Ferreira.